# Památník Miroslava Tyrše
Památník Miroslava Tyrše je památník v centru krajského města Olomouc v okrese Olomouc v Olomouckém kraji. Nachází se před budovou Sokolovna Olomouc na ulici 17. listopadu. Geomorfologicky se také nachází v geomorfologickém celku nížiny Hornomoravský úval patřící do pásma Západní Vněkarpatské sníženiny.

## Galerie

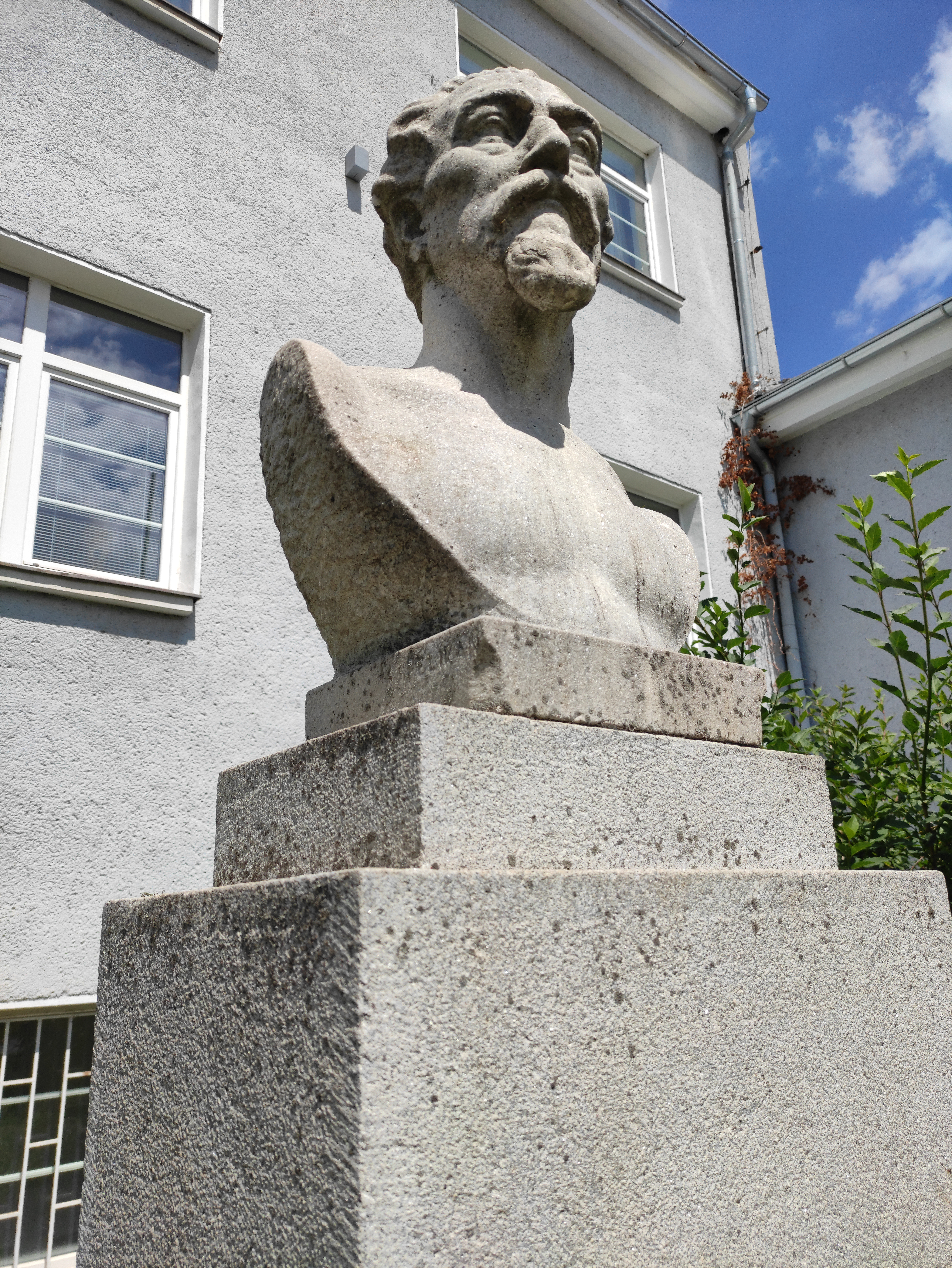

## Popis a historie památníku
Památník Miroslava Tyrše je busta umístěná na vysokém kvádrovém stupňovitém soklu, která ztvárňuje zakladatele českého sokola, doktora Miroslava Tyrše (1832 – 1884). Pomník vznikl asi někdy ve 20. až 30. letech 20. století a není o něm mnoho informací. Na pomníku je nápis:
| „ | Dr. MIR. TYRŠ *1832 †1884 | “ |